# 特性寺 (草加市)
徳性寺（とくしょうじ）は、埼玉県草加市にある浄土宗の寺院。

## 歴史
創建年代は不明である。一説では、川口市にある全棟寺の源証住職（全棟寺の開山でもある。）の隠居寺として創建されたという。もう一つの説では慶長年間（1596年 - 1615年）に創建されたという。いずれにしても江戸時代初期までには既に存在していたものと推測される。
これまでは新里氷川神社の近くに位置していたが、文政年間（1818年 - 1830年）に現在地に移転した。

## 交通アクセス
- 見沼代親水公園駅より徒歩17分。